# Cerro de la Virgen del Castillo
El cerro de la Virgen del Castillo está localizado al noreste del término municipal de la localidad de Bernardos, provincia de Segovia, España, a unos 3 km de esta localidad, cercano a la margen izquierda del río Eresma. Alberga un yacimiento arqueológico de un asentamiento de tipo castreño con un marcado carácter estratégico, al que se accede a través de su ladera noroccidental y la Ermita de la Virgen del Castillo, patrona del municipio. La zona arqueológica se delimitó y fue declarada bien de interés cultural el 12 de mayo de 2005.

## Descripción
El núcleo está formado por un doble recinto amurallado. El exterior de mayores dimensiones, está compuesto por bastiones semicirculares y rodea al interior, de menor anchura, y carente de cubos. El sistema constructivo de la muralla es similar al de otras fortificaciones peninsulares de época tardorromana. Consta de dos lienzos de mampostería integrados por bloques y lajas de pizarra, cuarcita y esquisos trabados con mortero de cal y arena, y otras veces colocadas «a hueso», cuyo interior se rellena con el mismo tipo de material pétreo, pero sin concertar.
En el flanco septentrional de la fortificación se localiza una puerta de 3,20 m de anchura entre dos de los cubos, cuya planta se estrecha hacia el interior favoreciendo su carácter defensivo.
El segundo de los recintos, localizado al interior, aparece bastante deteriorado, dando la sensación de ser más tardío y de estar destinado a proteger la zona más vulnerable del emplazamiento, la denominada acrópolis. Dentro de este segundo recinto se encuentra una construcción bastante posterior, la Ermita de la Virgen del Castillo, donde anualmente se celebra una romería.
El Cerro de la Virgen del Castillo ha sido objeto de varias intervenciones arqueológicas desde 1987.

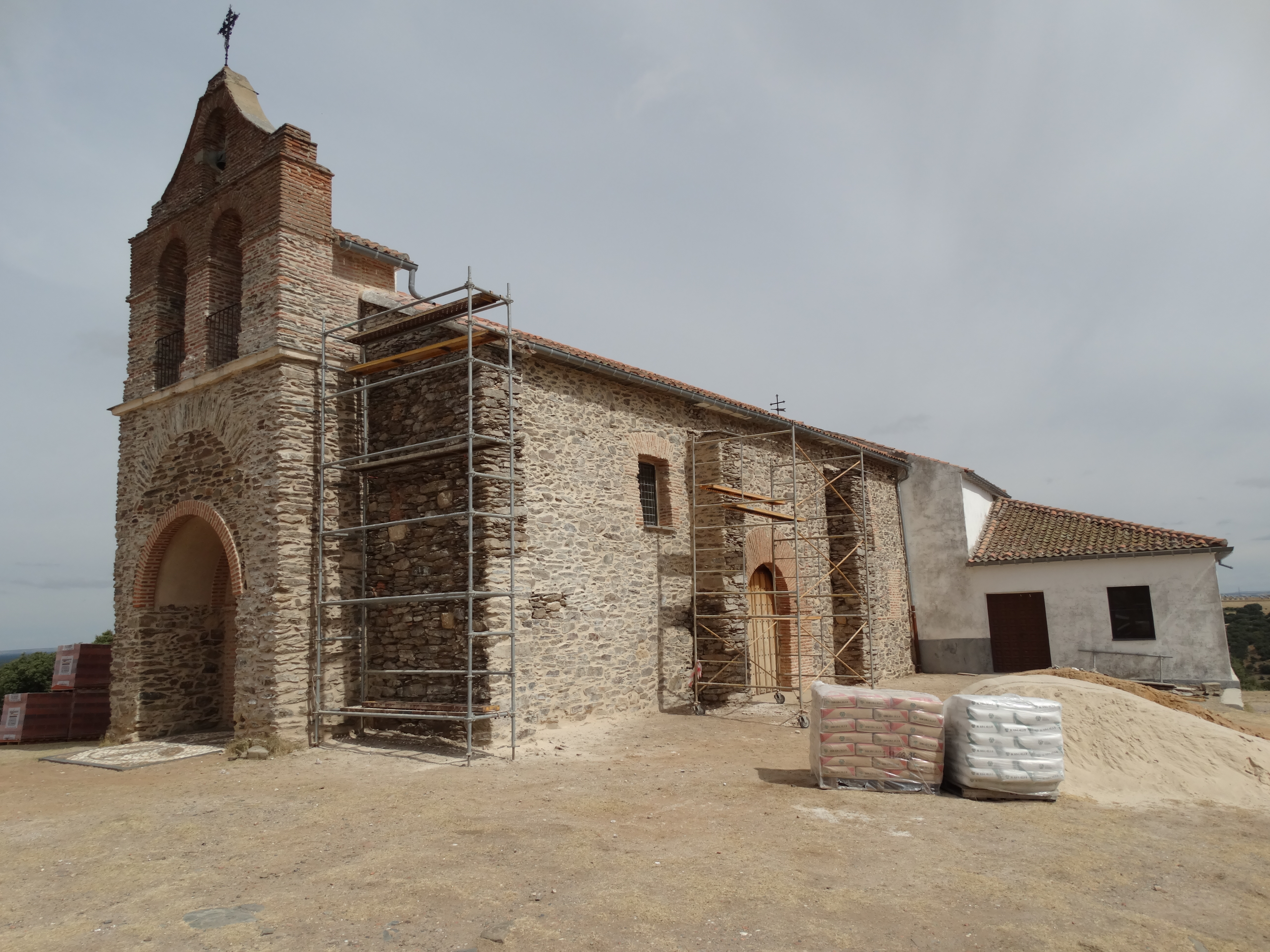
Ermita